# VVS-energiuddannelsen
VVS-energiuddannelsen er en erhvervsfaglig, teknisk uddannelse, der udbydes af 15 tekniske skoler i følgende byer: Ålborg, Herning, Århus, Esbjerg, Kolding, Åbenrå, Odense, Slagelse, Næstved, Nykøbing Falster, Rønne, Køge, Roskilde, Gladsaxe og Hillerød.  
Uddannelsen er dermed landsdækkende og det er muligt at gå i gang med VVS-energiuddannelsen i hele landet. 
Som en teknisk erhvervsudddannelse varer VVS-Energiuddannelsen typisk 4 år - og en lærling får løn under hele uddannelsen. 
Der er fire specialer: 
- VVS-energispecialist
- Ventilationstekniker
- VVS-installationstekniker
- VVS og Blikkenslager.

Det er det faglige udvalg for vvs-energiuddannelsen, som står bag uddannelsen. Det faglige udvalg består af TEKNIQ og Blik-og Rørarbejderforbundet.
El- og VVS-branchens uddannelser, er sekretariat for det faglige udvalg for VVS-energiuddannelsen.

## Jobområder
VVS-energiuddannede arbejder typisk inden for et eller flere af følgende jobområder: 
- Teknologi, bad og design
- Service
- Ventilation og indeklima
- Energi og optimering
- bygningsinstallationer
- Tag og facade

## Specialer
Vvs-energiuddannelsen har fire specialer

### VVS-installationstekniker
Varighed 3 år og 9 måneder.
På dette speciale opnås kompetencer vedrørende installationsteknik, intelligent sanitetsteknik, sprinkler, plastsvejsning, vand og afløbsinstallationer, svejsning i stålrør og rustfrie materialer, kundeservice og teknisk projektstyring. 
Det er en meget alsidig vvs-uddannelse, som gør lærlingen klar til at arbejde selvstændigt sammen med kunder i private hjem, på byggepladser og på store arbejdspladser. Det kan f.eks. være et laboratorium, et stort hospital eller i et moderne kontordomicil. 
Uddannelsen berører også installation og service af velfærdsteknologiske løsninger, som blandt andet gør det muligt for handicappede og ældre at klare sig selv.

### VVS-Energispecialist
Varighed 4 år.
Specialet er for dem, der gerne vil arbejde med vedvarende og miljørigtig opvarmning, energioptimering og rådgivning. 
På specialet vvs-energispecialist får lærlingen færdigheder inden for planlægning, dimensionering, installation og servicering af:
- Energianlæg – gas- og oliefyr
- Vedvarende energi som solvarme, jordvarme og varmepumper
- Varmeforsyningsanlæg
- Kombinerede energianlæg som halmfyr, pillefyr, træfyr og brændeovn
- Lavtemperaturanlæg og ekspansionssystemer
- Installation og service af programmerbare styrings- og reguleringsautomatikker
- Installation og indregulering samt servicering af mekaniske og eltekniske komponenter

Det er også muligt at gennemføre specialet som talentspor eller som EUX-uddannelse, hvor man både får en erhvervsuddannelse og en gymnasial uddannelse på en gang. 

### Ventilationstekniker
Varighed 4 år.
På specialet ventilationsteknik lærer man at skabe godt indeklima. Uddannelsen gør lærlingen i stand til at installere, servicere og indregulere ventillationsanlæg i både stor og lille skala. 
I løbet af uddannelsen får lærlingen færdigheder i: 
- Klima- og ventilationsanlæg
- Udsugningsanlæg
- Varmegenvindingsanlæg
- Airconditionanlæg
- Udsugningsanlæg fra industrielle processer som svejserøg, støv, sand, sod træspåner, metalstøv og andre faste partikler
- Klima- og ventilationsanlæg fra servicebrancher som laboratorier, storkøkkener, frisørsaloner, dyrehandler, etc.
- Klima- og ventilationsanlæg med særlige formål som styring af luftfugtighed (befugter og affugter), styring af luftblanding (ilt, m.v.), filtrering/behandling af luft med lugtgener
- Servicering, indregulering, fejlfinding og programmering på klima- og ventilationsanlæg
- Automatik og styringer i klima- og ventilationsanlæg
- Fremstilling af beslag, kanaldele og faconstykker i klima- og ventilationsanlæg
- Tildannelse af præfrabrikerede rør, profiler og kanaler til klima- og ventilationsanlæg

### VVS og blikkenslager
Varighed 4 år
På specialet vvs-og blikkenslager lærer lærlingen at forskønne tage, facader, tårne og spir med pladearbejde i f.eks. kobber, zink og aluminium. Derudover lærer lærlingen at udføre basalt vvs-arbejde.
En lærling, der vælger specialet vvs og blikkenslager, vil i løbet af uddannelsen tilegne sig færdigheder inden for:
- Udfoldning og forarbejdning af tyndplade til agrender og nedløb
- Tage, tårne og facader i kobber, zink, aluminium, rustfast stål, stål eller skifer
- Inddækning af bygningsdele og ved gennembrud i tage og facader
- Afslutningsdetaljer i tyndplade ved murværk, træ-, plast-, beton-, glas-, stål- og tagkonstruktioner
- Beklædning af tag og facader med præfabrikerede pladeelementer

Installation og reparation af:
- Vand fra vandværk til taphane
- Gas til komfurer, varmtvand og rumopvarmning
- Varme med olie- eller gasfyr samt varmepumper.
- Fjernvarme fra kraftværk til radiator
- Køkkenvask, håndvask, toilet, bidet, brusekabiner og andet inventar i køkken, bad og bryggers
- Afløb i bygninger
- Mindre ventilationsanlæg

## Videreuddannelse
Der er mulighed for at læse videre som VVS-Installatør/ingeniør, bygningskonstruktør og energiteknolog på et af landets erhvervsakadamier.
Det er muligt at blive "Autoriseret" ved at gennemgå en kontrol, som udføres af en række instanser, overvåget af Sikkerhedsstyrelsen.